# Staudach-Egerndach
Staudach-Egerndach là một đô thị tại huyện Traunstein bang Bayern, Đức.